# Multidentia sclerocarpa
Multidentia sclerocarpa är en måreväxtart som först beskrevs av Karl Moritz Schumann, och fick sitt nu gällande namn av Diane Mary Bridson. Multidentia sclerocarpa ingår i släktet Multidentia och familjen måreväxter. IUCN kategoriserar arten globalt som sårbar. Inga underarter finns listade i Catalogue of Life.